# Andreas Heinz (Politiker)

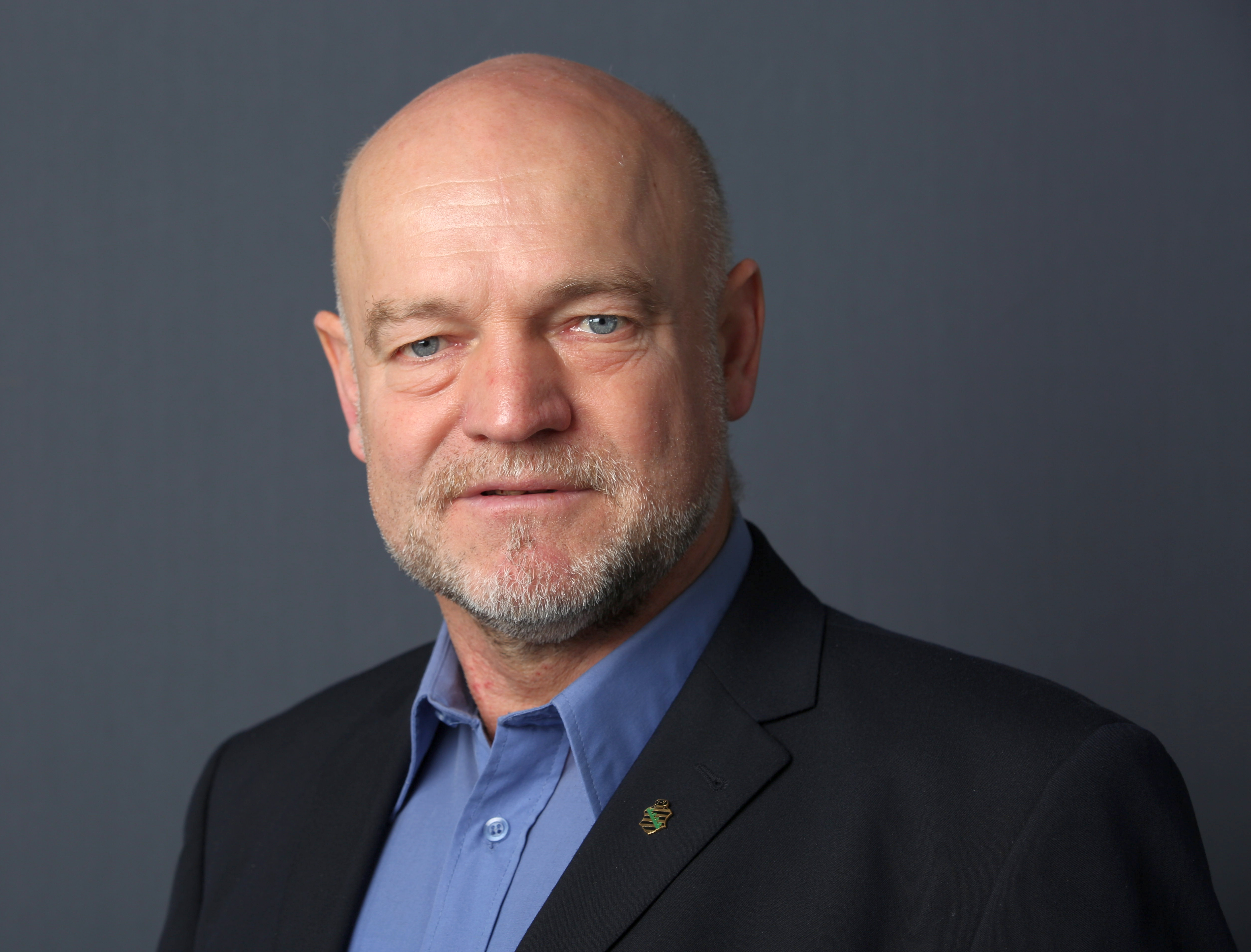
Andreas Heinz (2016)

Andreas Erhard Heinz (* 27. Februar 1960 in Plauen) ist ein deutscher Politiker (CDU) und seit 1991 Abgeordneter des Sächsischen Landtags.

## Ausbildung und Beruf
Andreas Heinz besuchte von 1966 bis 1976 die Schule in Weischlitz und machte 1976 bis 1979 eine Agrotechnikerausbildung mit Abitur. Von 1979 bis 1981 war er als Agrotechniker in der LPG (P) Geilsdorf tätig, 1982 wechselte er in die LPG (P) Syrau, wo er 1984 bis 1988 ehrenamtlicher FDJ-Sekretär war und ab 1985 als Investvorbereiter arbeitete. Im Jahr 1986 schloss er ein Fernstudium als Diplom-Agraringenieur ab und war 1990 bis 1991 stellvertretender Vorsitzender der LPG (P) Syrau. Danach war er Nebenerwerbslandwirt.
Heinz ist seit 1979 verheiratet und hat zwei Kinder.

## Politik
Im Oktober 1989 trat Heinz in die Demokratische Bauernpartei Deutschlands ein und wurde mit der Fusion der Parteien 1990 Mitglied der CDU. Seit November 1991 ist er Mitglied des Sächsischen Landtags, in der zunächst als Nachrücker einzug. Von 1994 bis 2019 gewann er stets das Direktmandat im Wahlkreis Vogtland 2. 2024 wurde er über die CDU-Landesliste in den Landtag gewählt. Er ist dort Vorsitzender des Arbeitskreises Ländlicher Raum, Umwelt, Landwirtschaft. In der 3. Wahlperiode war er stellvertretender Vorsitzender des Ausschusses für Umwelt und Landesentwicklung, seit November 2002 agrarpolitischer Sprecher der CDU-Fraktion.